# TAE 완충용액
TAE 완충용액(TAE 버퍼, TAE buffer)은 Tris 염기, 아세트산 및 EDTA으로 구성된 완충액이다.
분자 생물학에서는 일반적으로 DNA 및 RNA와 같은 핵산의 분리를 위해 아가로스 전기영동에 사용된다. 일반적으로 pH 8.3의 Tris-acetate 완충액과 2가 양이온을 격리하는 EDTA로 구성된다. TAE는 TBE보다 완충 용량이 낮고 쉽게 고갈될 수 있지만 선형 이중 가닥 DNA는 TAE에서 더 빠르게 실행된다.
이전에 Brody & Kern은 겔 시스템에서 보다 효율적이고 저렴한 전도성 매체를 TBE 및 TAE 완충용액으로 대체하여 전기영동 버퍼를 단순화했다.

## 사용
TAE(Tris-acetate-EDTA) 완충액은 실행 완충액과 아가로스 겔 모두로 사용된다. 광범위한 돌연변이 분석을 위한 변성 구배 겔 전기영동 방법에서의 사용도 설명되었다. TAE는 염화 나트륨이 있거나 없는 용액에서 DNA의 이동성을 연구하기 위해 다양한 농도에서 사용되었다. 그러나 DNA 샘플에서 높은 농도의 염화 나트륨(및 기타 많은 염)은 이동성을 지연시킨다. 이것은 결과 DNA 밴딩 패턴의 잘못된 해석으로 이어질 수 있다.

## 구성
TAE 완충용액은 일반적으로 실험실 사용을 위한 50x 스톡 용액으로 준비된다. 50x 스톡 용액은 물에 242g의 Tris 염기를 용해하고 57.1ml의 아세트산 및 100ml의 50mM EDTA(pH 8.0) 용액을 첨가하고 최종 부피를 1리터까지 만들어 준비할 수 있다. 이 스톡 용액은 1X 작업 용액을 만들기 위해 물로 49:1 희석될 수 있다. 이 1x 용액은 40mM Tris, 20mM 아세트산 및 1mM EDTA를 포함한다.
| No. | 종류                         | Per 1 mole | Main solution | 50×        | 1× solution | 1X        |
| --- | ---------------------------- | ---------- | ------------- | ---------- | ----------- | --------- |
| 1   | Tris base                    | 121.1 g/L  | 2 M           | 242.2 g/L  | 40 mM       | 4.844 g/L |
| 2   | acetic acid                  | 57.1 ml/L  | 1 M           | 57.1 ml/L  | 20 mM       | 1.21 ml/L |
| 3   | EDTA disodium salt dihydrate | 372.24 g/L | 50 mM         | 18.612 g/L | 1 mM        | 0.372 g/L |

- 2M = 2000mM이므로 1x의 경우 2000mM /50 = 40mM이다.
- 1M = 1000mM이므로 1x의 경우 1000mM /50 = 30mM이다.
- 50mM /50 = 1x의 경우 1mM이다.

먼저 이 성분들을 500ml에 녹여 1000ml로 한다. 참고로 EDTA는 용해하는 데 더 많은 시간이 걸리므로 EDTA를 용해하는 동안 교반기를 사용하는 것이 좋다(3~4회에 소량의 EDTA). 50× TAE 완충용액의 준비 방법에 대한 단계별 레시피는 protocol.io.에서 확인할 수 있다.

## 비슷한 종류의 용액

### TA 완충용액
이름 그대로 TAE 완충용액의 E인 EDTA가 빠진 용액이다.

### TBE 완충용액
이름 그대로 TAE 완충용액의 A인 acetic acid가 boric acid의 B로 바뀐 용액이다.

## 같이 보기
- 완충 용액
- TBE buffer
- LB buffer
- 전기영동